# Will I See You
"Will I See You" é uma canção do produtor estadunidense Poo Bear com a participação da artista musical brasileira Anitta, presente no álbum Poo Bear Presents Bearthday Music (2018). Produzida e escrita pelo próprio, a música foi lançada como single no dia 3 de setembro de 2017 como parte do projeto da cantora intitulado Checkmate, no qual a artista lança uma nova canção por mês.

## Composição e lançamento
A canção faz parte do projeto CheckMate anunciado pela cantora no fim de agosto e iniciado em setembro. O projeto contou com uma canção e videoclipe a cada mês, com o total de quatro produções. Cantada toda em inglês, sendo o primeiro single da cantora totalmente na língua citada, a música foi produzida e escrita por Poo Bear. Intitulada pela cantora como uma "bossa nova em inglês", "Will I See You" é relativamente uma canção de música pop. A artista buscou inspiração em músicas de bossa nova para a produção da faixa, embora tenha alegado que o produtor não conhecesse o ritmo brasileiro, apresentando-o par aos principais artistas do gênero no Brasil: "Ele [Poo] nem sabia o que era. Apresentei um pouco do gênero e contei como isso faz parte do Brasil."
Com as influências apresentadas pela cantora, Poo Bear chegou na produção final da faixa focada em uma balada pop romântica com a musicalidade brasileira. Durante entrevista, Anitta explicou que "Will I See You" era uma canção que explorava seus vocais e de notas altas, algo que ela não havia feito antes em sua carreira, o qual serviria para mostrar sua técnica: "É uma música muito cantada que é uma coisa que eu nunca fiz na minha carreira."

## Promoção
Antes do lançamento, Anitta fechou contrato com a  C&A para que a faixa fosse executada constantemente nas lojas da rede em todo Brasil e em Portugal, divulgando-a entre os clientes essencialmente jovens. Em 3 de setembro, dia da liberação da faixa, a cantora realizou uma coletiva de imprensa na sede da empresa em São Paulo com jornalistas e alguns convidados selecionados para falar sobre a faixa e seus lançamentos seguintes do projeto CheckMate. No mesmo dia a artista esteve em ações promocionais da marca em Belo Horizonte, Salvador e Maceió.Todas estas aparições foram feitas de surpresa. Diferente de outros singles da cantora, "Will I See You" será lançada nas rádios com formato adulto contemporâneo.

## Recepção crítica

### Brasileira
A recepção da crítica brasileira foi mista. Em sua crítica escrita no site Metrópoles, Luiz Prisco disse que a canção "pode não ser sua música predileta de Anitta," dizendo que ainda prefere ela em "vibes mais brasileiras," mas que "é uma produção pop do nível de estrelas de patamar internacional." Vanessa Scalei do site ZH Música declarou que a canção "difere em muito do que estamos acostumados a ouvir dela. Não é dançante e não tem um refrão chiclete." Já Mauro Ferreira, escreveu para a coluna Música do G1 que "Anitta pode ter dado o primeiro passo em falso em carreira planejada com requintes estratégicos," notando que a canção "expõe a afinação da cantora", mas admitindo que "dificilmente, ela vai se impor diante do elitista público consumidor de bossa nova. Para esse público, Anitta será sempre vista como a funkeira que invade o sagrado terreno aberto por João Gilberto há quase 60 anos." Logo após a publicação, a cantora rebateu a crítica em seu Twitter, declarando: "O Brasil gostando, eu estou mais do que feliz. Este é meu público, que eu sempre vou fazer questão de agradar em primeiro lugar independente da língua que eu esteja cantando. O que vier a mais é lucro. Mas não posso negar que foi um comentário precoce sobre um projeto que é mensal e está apenas começando." Regis Tadeu foi menos elogioso em uma crítica para seu canal no YouTube, chamando a música de "fraquíssima".

### Internacional
Por sua vez, a canção coletou diversas críticas positivas de sites internacionais. Matt Medved da revista musical mais conceituada no mundo, Billboard, afirmou que a canção é "sedutora". Mike Wass do site Idolator classificou-a como uma "sensual e emotiva" canção, que "demonstra os vocais poderosos de Anitta e a versatilidade de Poo Bear como produtor." Erica Russell do site PopCrush elogiou os vocais "cristalinos" da cantora que, segundo ela, "se deslocam no refrão como penas macias dentro de um travesseiro de seda." Jeff Benjamin, jornalista que escreve para veículos como Billboard e New York Times, expressou surpresa com a cantora, dizendo que "Anitta soa incrível em sua primeira música em inglês. Tão suave! Preciso dela na Apple Music o quanto antes!." Bradley Stern escreveu para seu site MuuMuse que a canção mostra o lado mais calmo da cantora, dando ênfase à versatilidade da cantora, elogiando-a por soar "ótima", mesmo que em algo diferente e menos dançante.

## Videoclipe
O videoclipe da canção foi lançado em 3 de setembro de 2017, com a direção de Manuel Nogueira da Conspiração Filmes junto com os diretores executivos Luciana Mattar e Patrick Petry. No vídeo da canção, a cantora aparece em um salão todo branco junto com Poo Bear, além de cenas onde aparece nua coberta apenas pela letra da canção num projetor. Segundo o diretor, "Essa nova música abre espaço para que Anitta possa mostrar a artista que realmente é, e o clipe não poderia fugir disso. Desde o começo do processo ela tinha uma visão muito clara do que queria e sabia que esse clipe tinha que ser algo diferente e especial, algo bem mais poético."

## Lista de faixas
Streaming
| N.º | Título                                          | Compositor(es) | Duração |  |
| 1.  | "Will I See You" (com a participação de Anitta) | Poo Bear       | 3:31    |  |

## Desempenho nas tabelas musicais

### Paradas semanais
| Tabela musical (2017)                                | Melhor posição |
| ---------------------------------------------------- | -------------- |
| Brasil (Brasil Hot 100 Airplay)                      | 29             |
| Brasil (Billboard Hot Pop & Popular)                 | 1              |
| Brasil (Billboard Regional Rio de Janeiro Hot Songs) | 1              |

## Histórico de lançamento
| País         | Data                  | Formato(s)        | Gravadora    |
| ------------ | --------------------- | ----------------- | ------------ |
| Mundialmente | 3 de setembro de 2017 | Streaming airplay | Warner Music |